# Молекула
Молекулата (на латински: molecula, идва от moles — маса) е структура от атоми, свързани помежду си чрез химични връзки. Молекулите се смятат за неутрални (нямат електричен заряд) и всичките им валентности са наситени. Молекула, съставена от много атоми, се нарича макромолекула.
Свойствата на молекулите се определят от техния състав и строеж, т.е. от вида, броя и начина на свързване на изграждащите ги атоми. Съставът и строежът на молекулите се изразяват съкратено посредством химични формули. От молекули са изградени част от простите вещества и всички хомеополярни съединения. Вещества, чиито молекули са съставени най-много от хиляда атома, се наричат нискомолекулни, а тези с повече атоми — високомолекулни. Превръщането на един вид молекули в друг се нарича химична реакция.
В кинетичната теория на газовете терминът „молекула“ се употребява в по-широк смисъл: молекула се нарича всяка градивна частица на газа. Например атомите на благородните газове се смятат за молекули, макар че те са единични несвързани атоми. Подобно разширение на понятието се прилага и в квантовата физика, органичната химия и биохимията, където за молекули се смятат и молекулните йони, електрически заредените молекули и биомолекулите.
Една молекула може да е съставена от атоми на един химичен елемент – например молекулата на кислорода (O2), или от атоми на различни елементи — например молекулата на водата (H2O). Атомите и комплексите, свързани с нековалентни връзки като водородна или йонна връзка, обикновено не се смятат за самостоятелни молекули.
Като съставни части на веществото молекулите се срещат много често в органичните вещества, предмет на биохимията. Те съставляват и по-голямата част от океаните и атмосферата. В същото време има голям брой твърди тела, които съдържат множество химични връзки, но не са съставени от ясно различими молекули - такива са повечето от минералите, от които се състои земната кора, мантията и ядрото на Земята. Не може да се определи точна молекула и при йонните кристали (соли) и ковалентните кристали, макар че те често са съставени от повтарящи се елементарни клетки, разположени в равнина — например графенът — или обхващат трите измерения като диамантът. Повечето кондензирани среди с метална връзка също имат повтаряща се елементарна клетка. При стъклата (твърди вещества в стъклообразно неподредено състояние) атомите също са свързани с химични връзки без ясно изразена молекула и без подреденото състояние на кристалите с повтарящ се елемент.

## Изучаване на молекулите
Изучаването на молекулите е предмет на молекулната химия, молекулната физика и молекулярната биология, в зависимост от това какъв е фокусът на научното изследване. Молекулната химия определя законите за взаимодействие между молекулите, в резултат на което се образуват и разрешават химически връзки, докато молекулната физика разглежда физическите закони, определящи тяхната структура и свойства. В практиката обаче разликата не е голяма. От гледна точка на науката за молекулите една молекула представлява стабилна система (свързано състояние) от два или повече атома. Многоатомните йони могат понякога да бъдат разглеждани като молекули с електрически заряд. Терминът „нестабилна молекула“ се използва за силно активни химически субстанции, които съществуват много кратко време самостоятелно — например радикали, молекулни йони, молекулни комплекси във възбудено или в преходно състояние както и системи от сблъскващи се атоми от типа на Бозе-Айнщайнова кондензация.

## История на наименованието
Наименованието „молекула“ произлиза от латинското "moles" и означава малка единица за маса. Първите споменавания на думата датират от
1678 г. във френски източници (molécule). Думата става модерна по времето на Рене Декарт, но до края на 18 век се използва само на латински и точното ѝ значение не е било твърдо установено.
Макар че в резултат постиженията на науката от началото на 19 век и особено на законите на Джон Далтон, изведени при опитите му по определяне на атомното тегло (1803–1808) и на извеждането на закона на Авогадро (1811) мнозина химици приемат съществуването на молекулите, съществуват и противници на това понятие. Те са сред привържениците на позитивизма, както и физици като Мах, Болцман, Максуел и Гибс, за които молекулите не са нищо повече от удобна математическа конструкция. На международния конгрес на химиците в град Карлсруе (Германия) през 1860 година са приети определенията за понятията молекула и атом. Молекулата според приетата конвенция е най-малката частица на химичното вещество, имаща всичките му химични свойства. По съвременните представи за молекулите обаче от тях се състоят само вещества в парообразно или газообразно състояние. За окончателно доказателство за съществуването на молекулите се счита работата на Жан Батист Перен за Брауновото движение (1911).
С увеличаването на знанията за строежа на веществото еволюира и дефиницията за молекула. Първите дефиниции я определят като „най-малката частица от дадено чисто химическо вещество, способна на самостоятелно съществуване и носител на основните му химични свойства“. Но тази дефиниция не отразява например факта, че много вещества, срещани в природата — като скали, химическите соли или металите – са съставени от голям брой химически свързани атоми или йони, без да може да се идентифицират дискретни молекули.

## Размер на молекулите
Повечето молекули са с твърде малък размер, за да бъдат наблюдавани с просто око, но има и изключения. ДНК е макромолекула и може да достигне макроскопичен размер; такива са и молекулите на много полимери. Най-малката молекула е тази на водорода (H2), която е с размер 0.74 Å. Молекулите, използвани като строителни блокове за органичен синтез обикновено имат размер от няколко ангстрьома до няколко десетки ангстрьома. Наблюдението на единични молекули не е възможно с обикновен оптичен микроскоп и дори с електронен микроскоп, но при някои обстоятелства малки молекули и дори очертанията на индивидуални атоми могат да се наблюдават с помощта на специален микроскоп — атомно-силов микроскоп (на английски: atomic force microscope).

## Молекулна формула
При означението на веществата с формула се използва най-простото съотношение на съставящите го химични елементи в цели числа. Например водата се състои винаги от две части водород и една част кислород, т.е. съотношението им е 2:1, а етиловият алкохол винаги съдържа въглерод, водород и кислород в съотношение 2:6:1. Това обаче не определя молекулата еднозначно, тъй като например диметиловият етер има същото съотношение като етанола. Молекулите с едни и същи по вид и брой атоми, но разположени по различен начин, се наричат изомери. Въглехидратите също съдържат едно и също съотношение на въглерод, водород и кислород (1:2:1), но могат да съдържат различен брой атоми в молекулата.
Молекулната формула отразява точния брой атоми, съставящи молекулата и така чрез нея се означават различните молекули. Съществува и т. нар. емпирична формула, която често съвпада с молекулната, но невинаги. Например ацетиленът има молекулна формула C2H2, но най-простото съотношение между атомите му е 1:1, т.е. би следвало да се изпише СН.
От химичната формула може да се изчисли молекулната маса. Тя се изразява в единици за атомна маса, които са равни на 1/12-а от масата на атома на въглеродния изотоп въглерод-12 (12C).